# Висбаум
Висбаум (њем. Wiesbaum) општина је у њемачкој савезној држави Рајна-Палатинат. Једно је од 109 општинских средишта округа Вулканајфел. Према процјени из 2010. у општини је живјело 612 становника. Посједује регионалну шифру (AGS) 7233083.

## Географски и демографски подаци
Висбаум се налази у савезној држави Рајна-Палатинат у округу Вулканајфел. Општина се налази на надморској висини од 485 метара. Површина општине износи 15,2 km². У самом мјесту је, према процјени из 2010. године, живјело 612 становника. Просјечна густина становништва износи 40 становника/km².